# Киевское сельское поселение (Ремонтненский район)
Киевское сельское поселение — муниципальное образование в Ремонтненском районе Ростовской области.
Административный центр поселения — село Киевка.

## Население
| 2010  | 2012  | 2013  | 2014  | 2015  | 2016  | 2017  | 2018  | 2019  |
| ----- | ----- | ----- | ----- | ----- | ----- | ----- | ----- | ----- |
| 1193  | ↘1153 | ↘1140 | ↘1124 | ↘1121 | ↘1098 | ↗1105 | ↘1083 | ↘1059 |
| 2020  | 2021  |       |       |       |       |       |       |       |
| ↘1055 | ↘1025 |       |       |       |       |       |       |       |

## Административное устройство
В состав Киевского сельского поселения входят:
- село Киевка;
- хутор Раздольный.

## Местное самоуправление
Структуру органов местного самоуправления поселения составляют:
Собрание депутатов Киевского сельского поселения — представительный орган муниципального образования. Состоит из 10 депутатов. Срок полномочий — 4 года.
Глава Киевского сельского поселения — глава муниципального образования. Глава избираются на первый срок его полномочий на муниципальных выборах и возглавляет местную администрацию, а также исполняют полномочия председателя Собрания депутатов сельского поселения. Срок полномочий — 4 года. Действующий глава — Блохина Валентина Григорьевна.
Главы Киевского сельского поселения:
1. Блохина Валентина Григорьевна, Единая Россия (78,88% голосов) 2 октября 2005 года — 12 октября 2008 года (первоначально срок полномочий был 3 года),[13]
2. Блохина Валентина Григорьевна, Единая Россия (66,02% голосов) 12 октября 2008 года — ныне в должности (срок полномочий заканчивается в 2012 году).[14]

Администрация Киевского сельского поселения — исполнительный орган, осуществляет исполнительно-распорядительные функции.